# Bretania
Bretania est la bibliothèque numérique de la Région Bretagne. En libre accès, elle signale des contenus numériques liés à la matière culturelle de Bretagne historique (Côtes-d'Armor, Finistère, Ille-et-Vilaine, Morbihan, Loire-Atlantique). Elle est animée par l'association Bretagne Culture Diversité.

## Objectifs
Bretania, Portail des Cultures de Bretagne, est un site internet qui offre une porte d'accès unique à un ensemble épars et hébergé sur des sites web de documents numérisés concernant le patrimoine culturel de Bretagne (textes, images, sons, vidéos…). 
Voulu et porté par la Région Bretagne, et animé par Bretagne Culture Diversité, ce portail numérique de Bretagne est un projet visant à offrir une meilleure accessibilité et visibilité à des documents culturels importants.
Porte d’entrée aux ressources culturelles et patrimoniales de Bretagne, il s’appuie sur un important réseau d’acteurs culturels (médiathèques, bibliothèques, associations, particuliers…) propriétaires de fonds qui sont facilement accessibles par le grand public.

## Contributeurs
Les premiers contributeurs au portail numérique régional sont :
- l'association Dastum
- la Cinémathèque de Bretagne
- le Kreizenn Dafar Sevenadurel Keltiek
- le Cartopole de Baud
- l'INA Atlantique
- l'Université de Rennes 2
- le Centre de Recherche Bretonne et Celtique
- le service de l'inventaire régional
- les Tablettes Rennaises
- la Dépêche de Brest
- les Presses Universitaires de Rennes
- les Archives municipales de Saint-Brieuc
- l'Association des Trans Musicales de Rennes
- l'association Bretagne Culture Diversité
- le Diocèse de Quimper & Léon
- la Bibliothèque nationale de France
- l'IDEMEC
- Ti Embann ar Skolioù

Bretania rassemble, en septembre 2024, environ 540 000 documents numériques.

## Fonctionnement
Le site moissonne les contributeurs à l'aide du protocole OAI-PMH. Leurs fonds sont ensuite valorisés et disponibles au travers d'un moteur de recherches.

## Mise en valeur des documents au travers de l'éditorialisation
Bretania présente une offre culturelle et documentaire proposée sous divers formats : sons, vidéos, images, textes, qui est valorisée par des dossiers thématiques, webdocumentaires, carte interactive, frise chronologique, apportant les connaissances nécessaires à la compréhension de la Bretagne, de son histoire, de sa culture et de sa diversité.